# Círculo de Bankoff

Un círculo de Bankoff, con centro en C_{6}

En geometría, el círculo de Bankoff o círculo del triplete de compensación es un cierto círculo arquimediano que puede construirse a partir de un arbelos. Un círculo arquimediano es cualquier círculo con un área igual a la de los círculos de Arquímedes. El círculo de Bankoff fue descubierto por Leon Bankoff en 1974.

## Construcción
El círculo de Bankoff está formado a partir de los tres semicírculos que forman un arbelos. Para construirlo, se traza un círculo C1 tangente a cada uno de los tres semicírculos, como un caso del problema de Apolonio. Luego se crea otro círculo C2, a través de tres puntos: los dos puntos de tangencia de C1 con los dos semicírculos más pequeños, y el punto donde los dos semicírculos más pequeños son tangentes entre sí. C2 es el círculo de Bankoff, y tiene igual área que los círculos de Arquímedes del arbelos. 

## Radio del círculo
Si r=AB/AC, entonces el radio del círculo de Bankoff es:
{\displaystyle R={\frac {1}{2}}r\left(1-r\right).}